# 雅克·普兰特
约瑟夫·雅克·奥默·普兰特（法語：Joseph Jacques Omer Plante，1929年1月17日—1986年2月27日），昵称“游蛇杰克”（英語：Jake the Snake），是加拿大的一名职业冰球守门员。在他1947年到1975年的职业生涯中，他被视作冰球这一运动的重要创新者之一。在1953年到1963年，他为蒙特利尔加拿大人效力；在此期间，该队赢得了6次斯坦利杯，其中有5次为连胜。2017年，普兰特被评为历史上“100位最伟大的NHL球员”之一。
普兰特于1965年退役，但其後於1968年被说服回到国家冰球联盟（NHL），加入新擴張的隊伍聖路易斯藍調。他后来在1970年被交易到多伦多枫叶，又在1973年被交易到波士顿棕熊。他在1973年至1974年為世界冰球協會的一支隊伍魁北克北方人擔任教练兼总经理，最後在1974—75赛季为埃德蒙顿油人效力，於該球隊结束了他的职业生涯。
普兰特是第一个定期在常规比赛中佩戴守门员面具的NHL守门员。在其他专家的帮助下，他开发并测试了许多版本的面罩（包括今天的面罩/头盔组合的雛型）。普兰特是NHL的第一个採用於守門員區域外用球去幫助己隊防守队员的風格的守门员，而且他也经常於後方指导他的队友。普兰特于1978年入选冰球名人堂，1985年被选为蒙特利爾加拿大人隊的“梦之队”中的守门员，并于1994年入选魁北克运动万神殿。1995年，蒙特利尔加拿大人隊退役了普兰特的1號球衣。普蘭特在NHL的职业生涯胜利為437次，於NHL守门员中排名第七。